# Peter Firth
Peter Firth (Bradford, 27 oktober 1953) is een Engels acteur. Hij werd in 1977 genomineerd voor een Academy Award voor zijn bijrol als Alan Strang in de verfilming van Equus, naar het gelijknamige toneelstuk. Hiervoor werd hem onder meer een Golden Globe daadwerkelijk toegekend.
Firth speelde wederkerende rollen in verschillende televisieseries voor hij in 1972 zijn filmdebuut maakte in Fratello sole, sorella luna, een biografische dramafilm over Franciscus van Assisi. Sindsdien speelde hij meer dan 35 andere filmrollen, meer dan 45 inclusief die in televisiefilms. Daarnaast gaf hij gestalte aan wederkerende personages in ruim 140 afleveringen van een aantal verschillende televisieseries. Zijn omvangrijkste rollen daarin zijn die als Victor Leski in That's Life en die als Harry Pearce, die hij van 2002 tot en met 2011 speelde in Spooks.

## Filmografie
*Exclusief 10+ televisiefilms
| - Happily Ever After (2016) - Risen (2016) - Spooks: The Greater Good (2015) - The Greatest Game Ever Played (2005) - Pearl Harbor (2001) - Chill Factor (1999) - Mighty Joe Young (1998) - Woundings (1998) - Amistad (1997) - Gaston's War (1997) - Marco Polo: Haperek Ha'aharon (1996, aka Marco Polo: The Missing Chapter) - An Awfully Big Adventure (1995) - White Angel (1994) - Shadowlands (1993) - El marido perfecto (1993, aka The Perfect Husband) - The Pleasure Principle (1992) - The Rescuers Down Under (1990, stem) - Burndown (1990) - The Hunt for Red October (1990) - Trouble in Paradise (1989) | - Tree of Hands (1989) - Prisoner of Rio (1988) - A State of Emergency (1986) - Letter to Brezhnev (1985) - Lifeforce (1985) - White Elephant (1984) - Sword of the Valiant: The Legend of Sir Gawain and the Green Knight (1984, stem) - Born of Fire (1983) - Feuer und Schwert - Die Legende von Tristan und Isolde (1982, aka Fire and Sword) - Tess (1979) - When You Comin' Back, Red Ryder? (1979) - Equus (1977) - Joseph Andrews (1977) - Aces High (1976) - King Arthur, the Young Warlord (1975) - Diamonds on Wheels (1974) - Daniele e Maria (1973, aka Daniele and Maria) - Fratello sole, sorella luna (1972, aka Brother Sun, Sister Moon) |

## Televisieseries
*Exclusief eenmalige gastrollen
- Summer of Rockets - Tezler (2019, vijf afleveringen)
- Cheat - Michael (2019, vier afleveringen)
- Strike Back - Milos Borisovich (2017-2018, twee afleveringen)
- Victoria - Hertog van Cumberland (2016-2017, vijf afleveringen)
- Dickensian  - Jacob Marley (2015-2016, vier afleveringen)
- Undeniable - Andrew Rawlins (2014, twee afleveringen)
- Mayday - Malcolm Spicer (2013, drie afleveringen)
- World Without End - Earl Roland (2012, zes afleveringen)
- Spooks - Harry Pearce (2002-2011, 86 afleveringen)
- South Riding - Anthony Snaith (2011, drie afleveringen)
- That's Life - Victor Leski (2000-2001, negentien afleveringen)
- Total Recall 2070 - Vincent Nagle (1999, drie afleveringen)
- Band of Gold - Brian Roberts (1996, drie afleveringen)
- Resort to Murder - Peter Dennigan (1995, vijf afleveringen)
- Heartbeat - Dr. James Radcliffe (1994, zeven afleveringen)
- Disneyland - Robert 'Bobby' Stewart (1974, drie afleveringen)
- Here Come the Double Deckers! - Scooper (1970-1971, zeventien afleveringen)
- The Flaxton Boys - Archie Weekes (1969, dertien afleveringen)

## Privé
Firth trouwde in 2017 met actrice Alexandra Pigg, zijn derde vrouw. Hij kreeg een zoon met zijn eerste vrouw en vier met zijn tweede echtgenote.
- Bibsys: 98004827
- Biblioteca Nacional de España: XX1110608
- Bibliothèque nationale de France: cb13941139h (data)
- Gemeinsame Normdatei: 137628935
- International Standard Name Identifier: 0000 0000 8186 4978
- Library of Congress Control Number: n88043598
- MusicBrainz: aad2a388-b3d9-49d0-9cd3-16a1d7b8582c
- Nationale Bibliotheek van Tsjechië: xx0161301
- Nationale bibliotheek van Australië: 41425444
- Nationale Bibliotheek van Israël: 987007328108505171
- Nederlandse Thesaurus van Auteursnamen: 073117269
- Système universitaire de documentation: 059411554
- Virtual International Authority File: 117372970
- WorldCat: E39PBJd3Pqh7WpcHqwCXjY4jG3